# Международен джаз фестивал „Варненско лято“
Вижте пояснителната страница за други значения на Варненско лято.
Международният джаз фестивал „Варненско лято“ се провежда в края на юли и началото на август от 1992 г.
Създаден е по инициатива на украинския саксофонист и джазмен Анатолий Вапиров. Основни организатори на фестивала са Община Варна, както и сдружението „Варненско джазово общество“.
До 2000 г. фестивалът се провежда във варненския Фестивален и конгресен център, а след това – в двора на Археологическия музей.
Програмата включва 3 – 4 концерта, в които участват от 8 до 10 групи или индивидуални изпълнители, както от България, така от и други европейски държави. Гостували са изпълнители като Алберт Мангелсдорф, Доменик Пифарели, Мел Уелдрън, Луис Склавис, Карин Крог, Джон Сърман. Във фестивала са участивали почти всички български джазови изпълнители – „Бели, зелени, червени“, „Акустична версия“, „Борисов Биг – Бенд“, Людмил Георгиев, Симеон Щерев, Теодосий Спасов, Стоян Янкулов.